# Leucospermum gracile
Leucospermum gracile är en tvåhjärtbladig växtart som först beskrevs av Richard Anthony Salisbury och Joseph Knight, och fick sitt nu gällande namn av Rourke. Leucospermum gracile ingår i släktet Leucospermum och familjen Proteaceae. Inga underarter finns listade i Catalogue of Life.